# Sans aucun remords
Sans aucun remords (titre original : Without Remorse) est un roman policier, appartenant au genre du techno-thriller, de l'écrivain américain Tom Clancy paru en 1993. Il s'agit du premier titre dans l'ordre chronologique de la saga Ryan qui a pour héros Jack Ryan.
Le roman est traduit en français par Jean Bonnefoy et paraît aux éditions Albin Michel en 1994.

## Résumé
L'action se déroule vers 1970. Jack Ryan est encore enfant et n'apparaît quasiment pas dans le livre (seul son père y joue un rôle). John Kelly, ex-commando dans les Navy SEAL, vétéran du Vietnam, est maintenant plongeur pour des sociétés pétrolières. Il perd sa femme enceinte dans un accident de voiture. Rencontrant plusieurs mois plus tard une jeune fille, Pamela, il tombe amoureux d'elle… avant qu'elle ne soit rattrapée par son passé, et assassinée par des criminels à la fois vendeurs de drogue et proxénètes.
John décide alors de se venger, et met à profit tout son talent pour les pourchasser, attirant l'attention de la police et en particulier d'Emmet Ryan, père de Jack Ryan.
Pendant ce temps, une opération ultra-secrète est montée par l'armée américaine avec la collaboration de la CIA. Objectif : sauver des prisonniers américains officiellement décédés, cachés dans des camps vietnamiens non déclarés. Pour cette opération, le talent de Kelly est nécessaire…